# Val Bregaglia
Het Val Bregaglia (Duits: Bergell) is een bergdal in de Alpen. Het ligt grotendeels in het Zwitserse kanton Graubünden, en voor een klein deel in de Italiaanse regio Lombardije. Het verbindt via de Malojapas (1815 m) het Engadin met Chiavenna (325 m) en het Comomeer (202 m). De Zwitsers-Italiaanse grens ligt op 686 meter bij Castasegna. De beek in het Val Bregaglia heet de Mera. De belangrijkste plaatsen zijn Casaccia (1458 m), Vicosoprano (1067 m), Stampa (994 m) en Soglio (1090 m, boven het dal). Het Val Bregaglia heeft geen bewoonde zijdalen.
Het is populair bij wandelaars, maar vooral bij rotsklimmers. De rotsen aan de zuidkant van het dal (Bergeller Berge) zijn beroemd om hun granieten formaties.
In augustus 2017 vond in vanaf de Piz Cengalo een aardverschuiving plaats waarbij in eerste instantie 8 bergwandelaars vermist raakten. Vooral het dorp Bondo werd getroffen. Na een tweede aardverschuiving werd de zoektocht naar de vermisten gestopt. In Bondo vielen geen slachtoffers dankzij tijdige evacuatie.